# Philonotis elongata
Philonotis elongata là một loài rêu trong họ Bartramiaceae. Loài này được Dism. H.A. Crum & Steere mô tả khoa học đầu tiên năm 1956.